# Orrea (Lugo)
Orrea (llamada oficialmente Santa Comba da Órrea) es una parroquia y una aldea española del municipio de Riotorto, en la provincia de Lugo, Galicia.

## Otras denominaciones
La parroquia también es conocida por los nombres de Santa Columba de Orrea,  Santa Comba da Orrea y Santa Comba de Orrea.

## Organización territorial
La parroquia está formada por catorce entidades de población, constando trece de ellas en el nomenclátor del Instituto Nacional de Estadística español:
- A Casanova
- A Eirexa*
- Busgardín
- Courel (O Courel)
- Cruces e Eirexa (As Cruces)*
- Folgueirúa
- Lodás
- Orrea (A Orréa)
- Porto das Rozas
- Praducelo
- Rebordela (A Rebordela)
- Regocorto (O Regocorto)
- Val (O Val)
- Valquente

## Demografía

### Parroquia
| Gráfica de evolución demográfica de Orrea (parroquia) entre 2000 y 2021 |
|                                                                         |
| Datos según el nomenclátor publicado por el INE.                        |

### Aldea
| Gráfica de evolución demográfica de Orrea (aldea) entre 2000 y 2021 |
|                                                                     |
| Datos según el nomenclátor publicado por el INE.                    |